# Wayman Carver
Wayman Carver (* 25. Dezember 1905 in Portsmouth, Virginia; † 6. Mai 1967 in Atlanta) war ein US-amerikanischer Jazz-Altsaxophonist und -Flötist. Er spielte bei Chick Webb und Benny Carter. 

## Leben und Wirken
Wayman Carver war einer der ersten Solisten auf der Flöte im Jazz und einer der wenigen Flötisten der Swingära. Seine Karriere begann er bei J. Neal Montgomery. Im Jahr 1931 zog er nach New York, nahm Schallplatten mit Dave Nelson auf (Loveless Love) und spielte bei Elmer Snowden (1931–32), Benny Carter (1933–34) und Spike Hughes im Jahr 1933. 1932 nahm er in Begleitung von Coleman Hawkins und Red Allen das erste Flötensolo des Swing auf („Sweet Sue“). Von 1934 bis 1939 war er Mitglied der Band von Chick Webb und spielte dort sowohl Saxophon als auch Flöte. Nach Webbs Tod blieb er in diesem Orchester bis 1941, als es unter der Leitung von Ella Fitzgerald weitergeführt wurde. Nachdem er die Jazzszene verlassen hatte, wurde er Professor für Musik am Clark College in Atlanta, wo er Lehrer von Musikern wie George Adams und Marion Brown war.